# Myricaria
Myricaria Desv., 1825 è un genere di piante della famiglia delle Tamaricaceae. Comprende specie arbustive diffuse nelle zone temperate di Europa ed Asia. L'unica specie presente in Europa è Myricaria germanica, nota comunemente come tamerice alpina.

## Descrizione
Sono arbusti alti fino a 2 metri, con foglie squamose piccolissime ad inserzione alterna. I fiori, di colore dal bianco al rosa chiaro, hanno cinque petali. Il frutto è una capsula contenente molti semi.

## Tassonomia
Il genere comprende le seguenti specie:
- Myricaria albiflora Grierson & D.G.Long
- Myricaria bracteata Royle
- Myricaria davurica (Willd.) Ehrenb.
- Myricaria germanica (L.) Desv.
- Myricaria laxiflora (Franch.) P.Y.Zhang & Y.J.Zhang
- Myricaria paniculata P.Y.Zhang & Y.J.Zhang
- Myricaria platyphylla Maxim.
- Myricaria prostrata Hook.f. & Thomson
- Myricaria pulcherrima Batalin
- Myricaria rosea W.W.Sm.
- Myricaria squamosa Desv.
- Myricaria wardii C. Marquand